# António André
Pour les articles homonymes, voir André.
António Santos Ferreira André, plus couramment appelé António André, né le 24 décembre 1957 à Vila do Conde (Portugal), était un footballeur international portugais. Il évoluait au poste de milieu défensif.

## Carrière
- 1976-1977 : Rio Ave FC ( Portugal)
- 1977-1978 : GD Ribeirão ( Portugal)
- 1978-1984 : Varzim SC ( Portugal)
- 1984-1995 : FC Porto ( Portugal)[1],[2]

## Palmarès

### En club
FC Porto
- Champion du Portugal en 1985, 1986, 1988, 1990, 1992, 1993 et 1995.
- Vainqueur de la Ligue des champions de l'UEFA en 1987.
- Vainqueur de la Supercoupe de l'UEFA en 1987.
- Vainqueur de la Coupe intercontinentale en 1987.
- Vainqueur de la Coupe du Portugal en 1988, 1991 et 1994.
- Vainqueur de la Supercoupe du Portugal en 1984, 1986, 1990, 1991, 1993 et 1994.

## Quelques chiffres
- 20 sélections et 1 but en équipe du Portugal entre 1985 et 1992.
- 380 matchs et 41 buts en Primeira Divisão.